# Hanwha Life Insurance
Công ty Bảo hiểm nhân thọ Hanwha (tiếng Anh: Hanwha Life Insurance Co., Ltd (tiếng Hàn Quốc: 한화생명보험),KRX: 088350), là một công ty bảo hiểm có tổng tài sản vượt quá 100 nghìn tỷ won tính đến cuối năm 2023. Công ty là một phần của Tập đoàn Hanwha. 

## Lịch sử
Được thành lập vào ngày 9 tháng 9 năm 1946 với tên gọi Korea Life Insurance, Hanwha Life Insurance Co., Ltd có trụ sở tại Trung tâm Tài chính Hanwha 63 ở Yeouido, một tòa nhà biểu tượng của Seoul. Korea Life Insurance đổi tên thành Hanwha Life Insurance vào tháng 10 năm 2012.

## Sản phầm
Các sản phẩm chính của Hanwha Life Insurance bao gồm Bảo hiểm Trọn đời và Bảo hiểm Bệnh hiểm nghèo, bảo hiểm tiết kiệm, bao gồm Niên kim, và các sản phẩm khác. Ngoài ra, Hanwha Life Insurance còn cung cấp dịch vụ quản lý tài sản cá nhân thông qua các sản phẩm ủy thác, lương hưu, bảo hiểm tai nạn và sức khỏe, và bảo hiểm nhóm cho công ty. Hanwha Life Insurance có các kênh bán hàng bao gồm đại lý cá nhân, Bancassurance thông qua đại lý ngân hàng và kênh bán hàng trực tuyến Onsure

## Văn hóa
Hanwha Life Insurance sở hữu đội thể thao điện tử, Hanwha Life Esports, thi đấu tại giải League of Legends Champions Korea.

## Chi nhánh
- Hanwha Life Insurance Vietnam[4][5]
- Hanwha Life Instance Indonesia[6]